# 埃讷里 (摩泽尔省)
埃讷里（法語：Ennery，法語發音：[ɛnʁi] ⓘ；洛林法兰克语：Ennerschen）是法国摩泽尔省的一个市镇，属于梅斯区。

## 地理
埃讷里（49°13'34"N, 6°13'0"E）面积7.24 平方千米，位于法国大東部大區摩泽尔省，该省份为法国东北部内陆省份，是洛林的一部分，西南接默尔特-摩泽尔省，东临下莱茵省，北与卢森堡和德国接壤。
与埃讷里接壤的市镇（或旧市镇、城区）包括：阿尔冈西、摩泽尔河畔艾、沙伊莱塞讷里、弗莱维、欧孔库尔、塔朗日、特雷姆里。

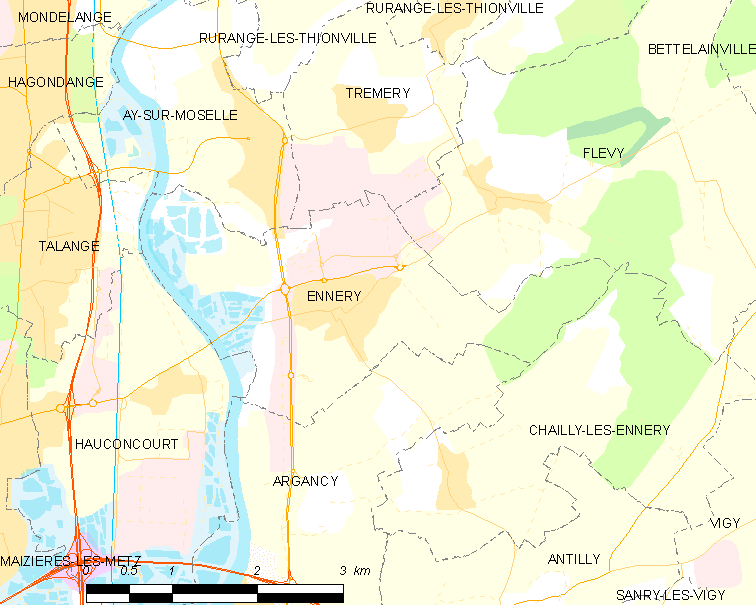
的OSM定位图

埃讷里的时区为UTC+01:00、UTC+02:00（夏令时）。

## 行政
埃讷里的邮政编码为57365，INSEE市镇编码为57193。

## 政治
埃讷里所属的省级选区为梅斯地区县。

## 人口

1962-2008年间人口变化图示

埃讷里于2022年1月1日时的人口数量为2313人。